# San Domenico resuscita Napoleone Orsini
San Domenico resuscita Napoleone Orsini o Miracolo di san Domenico è un dipinto a olio su tavola (51x97 cm) di Lorenzo Lotto, databile al 1513-1516 e conservato nella pinacoteca dell'Accademia Carrara di Bergamo. Originariamente era una delle tre predelle del grande dipinto Pala Martinengo collocato come pala d'altare della chiesa dei Santi Bartolomeo e Stefano.

## Storia
La grande tavola di Lorenzo Lotto, commissionata all'artista veneziano da Alessandro Martinengo Colleoni, nipote del famoso condottiero Bartolomeo Colleoni, e di cui porta il nome, per i domenicani della chiesa di Santo Stefano. Fu ricollocata nella chiesa dei Santi Bartolomeo e Stefano quando la precedente venne distrutta, come molte altre, per l'edificazione delle mura veneziane nel 1561. La tela era correlata da tre predelle: San Domenico resuscita Napoleone Orsini, Deposizione di Cristo nel sepolcro e Lapidazione di santo Stefano nonché la cimasa: Angelo con scettro e globo.
La predella fu trafugata nel 1650, con le altre due, per essere poi fatte ritrovare e ricollocate nella sagrestia della chiesa dei Santi Bartolomeo e Stefano. Nel 1749 le tre predelle vennero divise con la distruzione della grande ancora che le univa anche alla grande pala centrale, e nel 1891 furono acquistate dalla commissaria dell'Accademia Carrara venendo collocate nella sala con altre opere del pittore veneziano. 
Il miracolo della resurrezione di Napoleone Orsini, è uno dei fatti più conosciuti di san Domenico di Guzmán: sembra che il santo conoscesse un giovan nobile romano, nipote del cardinale di Fossanova, e che durante uno dei periodi che il santo trascorse a Roma venne chiamato a soccorrere il giovane che giaceva esangue a seguito di una caduta da cavallo. Domenico, dopo aver visto la disperazione dello zio e dei parenti, fece deporre il giovane a terra e iniziò a pregare benedicendolo, subito il ragazzo si rialzò completamente risanato.
Questo miracolo era molto conosciuto nella tradizione popolare, e essendo la chiesa di Santo Stefano intitolata anche a san Domenico di Guzman, facile comprendere che la predella, con quella dedicata a santo Stefano, trovava la sua giusta collocazione.

## Descrizione
Il dipinto si articola in più parti, cosa frequente nei lavori del Lotto. Sul lato a destra, sotto nei pressi di un arco romano inizia il racconto del miracolo, vi è infatti rappresentato il giovane a terra, con il cavallo ancora scalciante e recalcitrante mentre due uomini tentano di bloccarlo. La scena prosegue in primissimo piano, dove si vede il giovane disteso esangue raffigurato nella forma scorciata al limite della tela. Accanto vi sono due prelati: quello a destra trafelato con il copricapo lasciato cadere sulle spalle, quello posto a sinistra rappresenta il cardinale di Fossano che, porgendo la destra, invita il santo ad intervenire. Il tutto riportato in una ambientazione rinascimentale.
La scena non racconta solo il miracolo, ma vuole documentare la preghiera quale mezzo per raggiungere il miracolo. San Domenico è posizionato nella grande tela Martinengo proprio sopra alla predella dove l'atteggiamento di preghiera è un messaggio alla virtù della speranza quale strumento da percorrere nella vita per raggiungere la vita eterna,. Il legame dell'artista con i domenicani porterebbe a indicare che proprio in uno dei frati della predella, Lotto avesse inserito il suo ritratto.
(Francesco Tassi Vita de' pittori, scultori ed architetti bergamaschi)
Questa indicazione non è stata da tutti accettata, infatti, Mauro Lucco indica invece il ritratto nella figura dell'elegante bel vestito patrizio.
La predella fu tra i primi lavori che il Lotto realizzò arrivato a Bergamo dopo esser stato a Roma dove aveva collaborato con numerosi altri artisti per la pittura delle stanze pontificie, aveva quindi il ricordo delle grandi architetture rinascimentali che riempivano la città capitolina. Le figure poste al centro della tela ricordano i lavori del Pinturicchio, mentre i dignitari a sinistra hanno una conformazione raffaelliana, in particolare le guardie svizzere presenti sulla tela si avvicinano alle raffigurazioni della Messa di Bolsena, i due artisti si erano infatti incontrati a Roma. Il lavoro non è fra i migliori dell'artista ma traspare quello che sarà lo straordinario sviluppo artistico che avverrà nella città orobica.